# Myślozbrodnia
Myślozbrodnia – przestępstwo w Oceanii, fikcyjnym państwie stworzonym przez George’a Orwella w powieści pt. Rok 1984.
Słowo myślozbrodnia (zbrodniomyśl – ang. thoughtcrime) pochodzi z nowomowy i jest efektem połączenia słów „myśli” i „zbrodnia”. W praktyce oznacza ono przestępstwo polegające na myśleniu wbrew linii propagowanej przez Partię oraz Wielkiego Brata. Myślozbrodnię wykrywa Policja Myśli, która pełni rolę tajnej służby. Człowiek ogłoszony przez Policję Myśli myślozbrodniarzem, zostaje poddany ewaporacji, tzn. wymazuje się jego wszystkie dane z ksiąg oraz zaciera się po nim wszelki ślad. Jest przetrzymywany w siedzibie Ministerstwa Miłości.

## Ofiary myślozbrodni opisane w książce
Głównego bohatera książki, Winstona Smitha, przyłapano na wyżej wymienionym przestępstwie. Jak możemy przeczytać, ów obywatel Oceanii po tym, jak uznano go za myślozbrodniarza, został porwany do siedziby Ministerstwa Miłości, gdzie nie poddano go procesowi ewaporacji, lecz „oczyszczono” z myśli, które Partia oficjalnie uznaje za sprzeczne z jej polityką. Najcięższą karą jest doprowadzenie więźnia do pokoju 101, w którym myślozbrodniarz zostaje skonfrontowany z tym, czego obawia się najbardziej. Po tym procesie jego poglądy są już zgodne z myślą Partii.

## Metody zapobiegania myślozbrodni
W Oceanii każdy obywatel wiedział, iż Partia opracowuje sposób, który ma całkowicie zlikwidować wszelkie możliwości popełnienia myślozbrodni. Tym sposobem była nowomowa, będąca oficjalnym językiem Oceanii. Mimo istnienia aż dziesięciu wydań „Słownika nowomowy”, do roku 2050 z nowomowy miały być usunięte wszelkie słowa, które mogły wyrażać wywrotowe poglądy. Człowiek nie mógłby wtedy popełnić myślozbrodni; dosłownie nie miałby słów do jego wyrażenia. Wtedy Partia rozprawiłaby się raz na zawsze z problemem myślozbrodniarzy. Do roku 2050 przynajmniej 5/6 słów ze starej angielszczyzny miało być usuniętych. Przykład: wyraz „dobry”. Ten wyraz akurat miał zostać w słowniku nowomowy i zastąpić wszystkie inne słowa o tym kontekście. Np. jeśli coś miałoby być złe, to byłoby „bezdobre”, coś bardzo dobre byłoby określane mianem „plusdobrego”, a coś wspaniałego byłoby „dwaplusdobre” i tak dalej.